# Luciano Rabottini
Luciano Rabottini (Beyne-Heusay, Bélgica, 23 de enero de 1958) fue un ciclista italiano, que fue profesional entre 1981 y 1990. Su principal éxito deportivo fue el triunfo a la Tirreno-Adriático de 1986. 

## Palmarés
1979
- Coppa San Sabino

1983
- Gran Premio de la Industria y el Comercio de Prato

1986
- Tirreno-Adriático, más una etapa

1989
- Giro de Campania

### Resultados alGiro de Italia
- 1982. 44.º de la clasificación general
- 1983. 63.º de la clasificación general
- 1985. 61.º de la clasificación general
- 1986. 56.º de la clasificación general
- 1988. 53.º de la clasificación general
- 1989. 96.º de la clasificación general